# Чаткен, Таня
Та́ня Сью Ча́ткен (англ. Tanya Sue Chutkan, род. 5 июля 1962, Кингстон) — американский юрист ямайского происхождения, работает федеральным судьёй Окружного суда США по округу Колумбия. Она является председательствующим судьей в уголовном процессе над бывшим президентом США Дональдом Трампом по поводу его попыток отменить результаты президентских выборов 2020 года, включая события, приведшие к атаке на Капитолий США 6 января 2021 года.

## Ранние годы
Родилась 5 июля 1962 года в Кингстоне, Ямайка.  Есть младший брат Норман и младшая сестра Робинн, оба врачи. Её отец Уинстон Чаткен — врач индо-ямайского происхождения, а мать Ноэль — афро-ямайка, которая была одной из ведущих танцовщиц в труппе Национального театра танца Ямайки. Ноэль — дочь Фрэнка Хилла, одного из отцов-основателей Народной национальной партии. По линии матери Чаткен приходится двоюродной сестрой бывшему футболисту «Ливерпуля» и сборной Англии Джону Барнсу.

## Образование и начало карьеры
Получила степень бакалавра искусств в 1983 году в Университете Джорджа Вашингтона. Позже она поступила на юридический факультет Пенсильванского университета, где работала заместителем редактора журнала University of Pennsylvania Law Review (дословно — «Юридическое обозрение Пенсильванского университета»). В 1987 году она получила степень доктора юриспруденции.
С 1987 по 1990 год занималась частной практикой в юридической фирме Hogan & Hartson (ныне Hogan Lovells). С 1990 по 1991 годы работала в юридических фирмах Donovan, Leisure, Rogovin, Huge & Schiller. С 1991 по 2002 год она была судебным адвокатом и руководителем Службы общественной защиты округа Колумбия. В 2002 году Чаткен присоединилась к юридической фирме Boies, Schiller & Flexner, а в 2007 году стала партнёром. Её практика была сосредоточена на сложных гражданских судебных процессах и, в частности, на коллективных антимонопольных делах.

## Федеральный судья
19 декабря 2013 года президент США Барак Обама назначил Чаткен федеральным судьёй Окружного суда США округа Колумбия на место, созданное в соответствии со статьей 104 Stat. 5089. Слушание её дела в Юридическом комитете Сената США состоялось 25 февраля 2014 года. 27 марта 2014 года о её выдвижении было объявлено вне комитета путём устного голосования. 3 июня 2014 года Сенат США 54 голосами против 40 отменил её выдвижение. 4 июня 2014 года её кандидатура была подтверждена голосованием 95 против 0 голосов. Судейскую комиссию Чаткен получила 5 июня 2014 года.

### Известные дела
Летом 2017 года председательствовала на рассмотрении дела о мошенничестве Имрана Авана и Хины Алви. 
В деле Гарза против Харгана (2017 год) приказала Управлению по расселению беженцев (ORR) разрешить девушке, находящейся под его опекой, сделать аборт. Это решение было отменено коллегией округа Колумбия, восстановлено в полном составе окружным судом округа Колумбия и в конечном итоге рассмотрено Верховным судом США. В декабре 2017 года Чаткен предоставила помощь ещё двум несовершеннолетним беременным, которые подали в суд с требованием доступа к услугам по прерыванию беременности, находясь под стражей в ORR. В марте 2018 года Чаткен возбудила коллективный иск и обязала ORR предоставить доступ к абортам всем несовершеннолетним, находящимся под их опекой.
8 июня 2018 года заблокировала до 20 июня освобождение на территории, контролируемой Сирийскими демократическими силами, гражданина Саудовской Аравии и США с двойным гражданством, предположительно присоединившегося к ИГИЛ.
7 марта 2019 года постановила, что министр образования США Бетси Девос незаконно задержала реализацию правил «Справедливости в IDEA». Эти правила обновили порядок расчёта штатами расовых различий при определении детей, имеющих право на специальное образование, размещении детей в ограниченных классах и применении запретных дисциплинарных мер. Чаткен также постановила, что Министерство образования США нарушило закон о распространении правил, не предоставив «аргументированное объяснение» задержки и не предусмотрев затраты, которые понесут ребёнок, родители и общество.
26 апреля 2019 года приговорила Марию Бутину к 18 месяцам тюремного заключения за сговор с целью стать незарегистрированным агентом российского правительства в США. 
9 ноября 2021 года отклонила ходатайство бывшего президента Дональда Трампа о неразглашении записей Специальному комитету Палаты представителей, расследующему нападение на Капитолий 6 января 2021 года. Апелляционный суд США по округу Колумбия подтвердил это решение, а Верховный суд США отклонил пересмотр.
Чаткен курировала судебные процессы над более чем 30 обвиняемыми по делам, связанным с нападением на Капитолий 6 января. По данным The Washington Post, она была самым строгим судьёй, выносившим приговоры по этим делам, во всех случаях приговаривая как минимум к тюремному заключению, а иногда и превышая приговор, рекомендованный прокурорами.
По состоянию на 1 августа 2023 года Чаткен является судьёй, наблюдающим за уголовным процессом над Трампом по поводу его попыток отменить результаты президентских выборов 2020 года, кульминацией которых стали события, приведшие к нападению на Капитолий 6 января.

## Личная жизнь
Бывший муж Чаткен Питер А. Краутхамер работал судьёй Верховного суда округа Колумбия с 2012 по 2023 год. У них двое сыновей.
Чаткен пожертвовала 1500 долларов на кампанию Барака Обамы в период с 2008 по 2009 год.